# Colobopyga kewensis
Colobopyga kewensis är en insektsart som först beskrevs av Robert Newstead 1901.  Colobopyga kewensis ingår i släktet Colobopyga och familjen Halimococcidae. Inga underarter finns listade i Catalogue of Life.